# شاهدبازی در یونان باستان

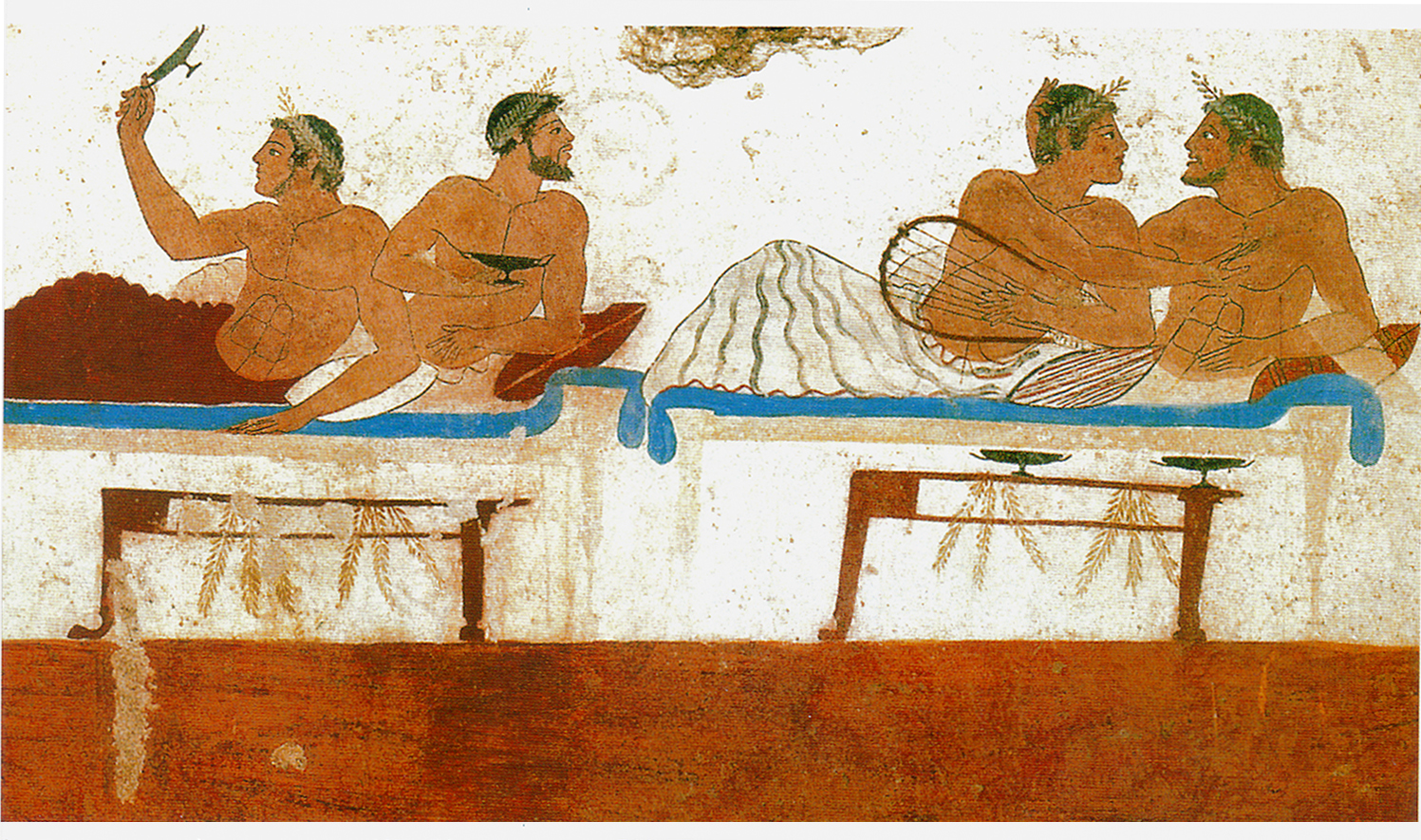
جفت‌های همجنسگرا در یک سمپوزیوم ، چنان‌که در یک نقاشی دیواری پستوم در ایتالیا به تصویر کشیده شده است. مردی که در سمت راست دیده می‌شود می‌کوشد نوبالغی را که با او بر یک تخت است ببوسد.

شاهدبازی در یونان باستان یک رابطهٔ عاشقانهٔ اجتماعی متداول بین یک مرد بالغ (اراستس) و مردی جوان‌تر (ارومنوس) بود که معمولاً در سنین نوجوانی قرار داشت.  این مشخصهٔ یونان باستان و کلاسیک بود. در این دوره‌ها، سیطرهٔ شاهدبازی در فرهنگ یونان چنان گسترده بود که آن را «الگوی فرهنگی عمده درراستای روابط آزادانه بین شهروندان» می‌خواندند.
برخی از محققان منشأ این امر را در پاگشایی می‌دانند، به ویژه آیین‌هایی که از کرت می‌آمدند، جایی که محل برآمدن نظام و آیین زئوس بود. در حماسه‌های هومری اثری چنین رسمی نیست، و به نظر می‌رسد که این کار در اواخر سدهٔ هفتم پیش از میلاد به‌عنوان جنبه‌ای از فرهنگ همجنس‌گرایی یونانی گسترش یافته است، که همچنین با برهنگی در ورزش و هنر، دیر ازدواج کردن اشراف، سمپوزیوم و انزوای اجتماعی زنان مشخص می‌شود.